# Elisabeth Grundtvig
Johanne Elisabeth Grundtvig, född den 1 december 1856, död 10 februari 1945, var en dansk kvinnosakskämpe. Hon var dotter till Johan Grundtvig.
Elisabeth Grundtvig engagerade sig i Dansk Kvindesamfund, där hon 1885–1886 och 1890–1895 var redaktör för föreningens tidskrift Kvinden og Samfundet. Ett av Elisabeth Grundtvig 1887 i Dansk Kvindesamfund hållet föredrag med titeln Nutidens sædelige Jemlighetskrav, tryckt i Kvinden og Samfundet samma år, gav uppslag till den så kallade sedlighetsstriden, i vilken bland andra Georg Brandes och Bjørnstjerne Bjørnson invecklades i häftig polemik med varandra, den senare till försvar för Grundtvigs synpunkter.